# Дачіан Чолош
Дачіан Чолош (рум. Dacian Cioloș; нар. 27 липня 1969, Залеу, Румунія) — румунський політичний діяч, інженер. Прем'єр-міністр Румунії (2015—2017). Європейський комісар з питань сільського господарства і розвитку сільських районів у комісії Жозе Баррозу (2010—2014).

## Освіта
- 1987 — бакалаврат агропромислової середньої школи, Шимлеу-Сілванієй.
- 1994 — вища освіта на факультеті садівничої інженерії та садівництва Університету сільськогосподарських наук та ветеринарної медицини[en] міста Клуж-Напока.
- 1996 — сертифікат з екологічної агрономії Вищої національної школі агрономічних наук де Ренн[en].
- 1997 — диплом курсів удосконалення в розвитку сільського господарства Вищої національної школі агрономічних наук та Університету Монпельє 1.
- Жовтень 2005 — сертифікат сільськогосподарських торговельних курсів Інституту Світового Банку[en] та Університету Риму 3[en].

### Мова
Окрім рідної румунської, вільно володіє французькою та добре розмовляє англійською мовами.

## Професійна кар'єра
- 1995 — консультант з соціально-економічного аналізу для сільськогосподарського та сільського розвитку проєкту в графстві Арджеш, Румунія.
- Березень-липень 1997 — стажист Генерального директорату з сільського господарства та розвитку сільських районів[en] Європейської комісії.
- 1998–1999 — менеджер сільських місцевих проєктів розвитку в графстві Арджеш, Румунія.
- 1999–2001 — координатор проєктів двосторонньої співпраці для місцевого розвитку сільського господарства в Румунії.
- 2002–2003 — диспетчер завдань SAPARD, Представництво Європейської комісії в Румунії.
- 2005–2007 — радник міністра сільського господарства Румунії та представник Румунії в Спеціальному комітеті зі сільського господарства Ради ЄС.

## Політична кар'єра
- 2007 — заступник держсекретаря з європейських справ у Міністерстві сільського господарства та розвитку сільських районів Румунії.
- 2007–2008 — Міністр сільського господарства та розвитку сільських районів Румунії.
- Липень 2009 — січень 2010 — голова президентської комісії з аграрної політики суспільного розвитку Румунії.
- 17 листопада 2015 — 4 січня 2017 — прем'єр-міністр Румунії.

## Інші види діяльності
- 1995 — Союз студентів представника в сенаті Університету сільськогосподарських наук і ветеринарії міста Клуж-Напока.
- З 1995 року член-засновник професійної асоціації «Agroecologia».
- З 2000 року член «Groupe де Брюгге» — незалежного мозкового центру на європейське сільське господарство і розвиток сільських районів.
- 2004 — публікація «Детермінанти інституціоналізації сільськогосподарських організацій в Румунії».
- 2008 — публікація «Конкурентне європейське сільське господарство призначене для громадян — румунська перспектива».

## Родина
Одружений.